# Alphons Vranken
Joseph Alphonse Hubert (Alphons) Vranken (Bunde, 21 maart 1879 – Den Haag, 9 juli 1953) was een Nederlands organist en (koor-)dirigent.

## Familie
Alphons is een telg in het familiegeslacht Vranken dat vier generaties musici telt. Hij was zoon van Johanna Hubertina Christina Heerens en Pieter Jacobus (Jacques) Vranken (1833-1912), gemeentesecretaris en organist. Hijzelf was vanaf 1910 getrouwd met  Antoinetta Alida Gräve, die in 1957 overleed. Hij hertrouwde in 1949 met Maria Geertruida Groothoff. Zoon Toon Vranken uit het eerste huwelijk werd ook musicus, dochter Mia Aleven-Vranken werd muziekcriticus voor onder meer de Volkskrant, haar dochter Douceline Aleven is/was harpiste (Nederlands Ballet Orkest). Broer van Alphons, Jos I Vranken, diens zoon Jos II Vranken en kleinzoon Jos III Vranken waren eveneens musicus.

## Loopbaan
Alphons kreeg zijn eerste lessen van zijn vader. Daarna volgde een opleiding aan Instituut Rolduc en de Maastrichtse Muziekschool van Otto Wolff. Ook zijn oudere broer Jos I gaf hem les, als ook Anna Fles in Utrecht. Vranken werd in die stad in 1901 organist in de Onze Lieve Vrouwekerk, alwaar hij ook koordirigent werd. Hij leidde meerdere koren in en om Utrecht en behaalde in die stad ook zijn diploma van de Nederlandse Toonkunstenaars Vereniging. Hij pakte in 1917 zijn biezen om te gaan werken aan Kerk de Star in Amsterdam en maakte als organist de verhuizing naar de  Sint Augustinuskerk in Amsterdam  mee. Hij was promotor van de werken van Alphons Diepenbrock, bijvoorbeeld diens Missa In Die Festo, ook tijdens het Nationaal Eucharistische Congres. Vanuit Amsterdam reisde hij regelmatig naar Tilburg; hij was er zangleraar aan het Conservatorium in Tilburg. Net als broer en neef was hij bekend vanwege de uitvoeringen van werk van Giovanni Pierluigi da Palestrina, onder meer met zijn a capellakoor "Bel Canto" en "Amstels Werkman". Met dat laatste nam hij deel aan de Nederlandse première van het werk met grote bezetting Gurrelieder geschreven door en onder leiding van Arnold Schönberg in 1921. In 1951 werd zijn jubileum als toonkunstenaar gevierd in het Concertgebouw, waarbij enkele van zijn werken werden uitgevoerd. Hij werd in dat gebouw regelmatig gezien bij de koorondersteuning bij dirigenten als Willem Mengelberg, Eduard van Beinum, Hein Jordans, Bruno Walter, Pierre Monteux en Ernest Ansermet.
Hij schreef ook enkele werken binnen de kerkmuziek (een redelijk populaire Te Deum Laudamus), liederen. Zijn Canzona voor strijkorkest haalde op 26 juni 1930 het Concertgebouw, Cornelis Dopper speelde het met het Koninklijk Concertgebouw Orkest. Zelf had hij het orkest in 1928 al geleid in Die Jahreszeiten van Joseph Haydn.  
Voor zijn werk werd hij onderscheiden met het Gouden erekruis van Pro Ecclesia et Pontifice.
Hij kreeg gezien zijn opgeruimd karakter de bijnaam Zondag Laetare (Zondag Verblijding).
Hij werd begraven op Begraafplaats Buitenveldert.